# Washougal
Washougal, kod Swantona naziv za jednu skupinu Watlala ili Dog River (Cascade) Indijanaca, koji su živjeli u blizini rijeke Quicksand pritoci Columbije u Oregonu, danas nazivana Sandy River. Značenje imena nije razjašnjeno, a moguća značenja su: "rushing water," "small rocks and pebbles," ili "land of plenty.".